# Geophagus steindachneri
Geophagus steindachneri là một loài cá hoàng đế sống ở môi trường nước ngọt ở tây bắc Nam Mỹ. Chúng sống trong nước có tính axit trung tính (độ pH 6,5 đến 7,0) và nhiệt độ thường khoảng 24 đến 26 °C (75-79 °F) và là thuộc nhóm stenohaline (nhóm sinh vật không có thể chịu đựng được sự dao động của độ mặn trong nước quá lớn) nên ta chỉ có thể tìm thấy trong môi trường nước ngọt ở sâu trong lục địa. G. steindachneri ăn các mảnh vụn hữu cơ và sinh vật nhỏ ở đất nền bằng cách cho nó vào miệng rồi lọc cát, sỏi ra.

## Sinh sản

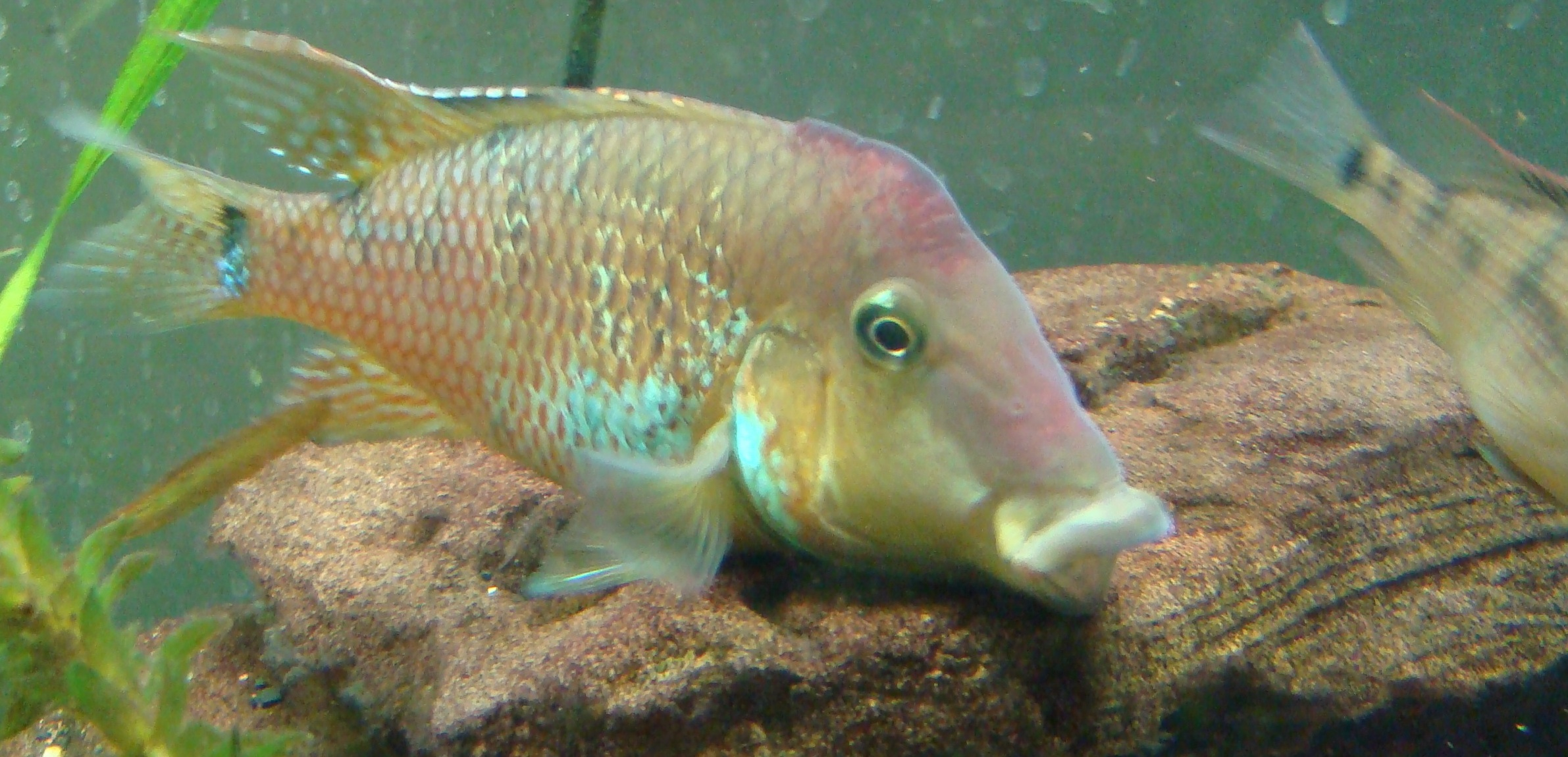
Cách con đực thu hút bạn tình

G. steindachneri chăm sóc và bảo vệ con non bằng miệng, con non phát triển rất nhanh và khi gần trưởng thành sẽ xuất hiện những đặc điểm về giới tính. Đặc điểm ấy rất là rõ ràng, con đực có một cái bướu lớn màu đỏ trên đầu, vảy trở nên lấp lánh và lớn hơn con cái. Để thu hút bạn tình, chúng sẽ mở miệng và phùng mang lên.
Khu vực sinh sản phải một tảng đá mịn hoặc một bãi cát sạch. Con cái đẻ một hoặc hai quả trứng, sau đó con đực thụ tinh cho chúng. Rồi con cái ngay lập tức lấy trứng đã thụ tinh vào trong miệng và tiếp tục đẻ nhiều trứng hơn. Con cái giữ con non cho đến khi chúng có thể bơi tự do và hấp thụ hết túi noãn hoàng của chúng, khoảng 2-3 tuần.
Con cái ăn ít hoặc không ăn trong thời gian này. Nó thả chúng ra và cho phép chúng tìm thức ăn, đưa chúng trở lại miệng khi cảm thấy bị đe dọa.